# Макоевы
Мако́евы (осет. Махъотæ) — осетинская фамилия.

## Антропонимика
Б.Х. Балкаров считает, что фамилия Макоевы образованы от адыгской основы кабард.-черк. Мэкъуауэхэ, из кабард.-черк. мэкъуауэ «косарь, сенокос».

## История
В родословной, записанной в 1946 г., фамилия начиналась с Басулука. По данной версии, у Басулука было четыре сына: Мако, Цалла, Байкул и Тага. От них пошли четыре фамилии: Макоевы, Цаллаевы, Байкуловы и Тагаевы. У Мако был один сын — Сурхау, у него — три сына: Авсадаг, Тура и Цако. Цако принял Православие, а его сын База — Ислам.
По второй версии, как утверждают А. Гецаев и Ф. В. Тотоев, Басулук пришёл из Балкарии в Дигорию и поселился в ауле Вакац. У него было четыре сына: Тула, Хамза, Хада и Цок. У Тула было два сына — Тако и Цалла; у Хамзы тоже два сына — Хадо и Гало; у Хадо — Тото и Мако; у Цока также два сына — Эба и Ба. Все они дали начало новым фамилиям: Такоевых, Цаллаевых, Хадаевых, Галоевых, Тотоевых, Макоевых, Абаевых и Баевых. Однако в этой версии ничего не говорится о Сурхау.
Как сам Басулук, так и его потомки были известны на всю Дигорию. Сначала в Тапан-Дигории поселился Дигур, а затем Басулук. До них эта земля была ещё не обжита. Поэтому Дигуру и Басулуку не пришлось никому кланяться. Наоборот, после них в село Узгкец прибыл некий Бадил, который с их разрешения поселился там. У Бадила было три сына: Абисал, Кубади и Туган. Когда мальчики выросли, окрепли, они начали называть себя алдарами, Басулуковых и Дигуровых стали считать своими «кумаягами», а остальных — своими узденами. Тапан-дигорцы не понимали значений этих слов и мирились с этим. Басулук и Дигур же, наоборот, все понимали и были очень возмущены этим и не скрывали этого. Согласно архивным данным, к Басулуковым пришёл один из баделятов — Туган — и заявил: «Мы хотим жить с вами в мире, и потому пусть в знак нашего мира между нами будет следующее условие: при выдаче своих дочерей замуж делаем друг другу взаимные подарки быками». У Басулуковых были такие правила: если кто-то из баделят или тапан-дигорцев крал у Басулуковых быка,барана или ещё что-нибудь, он должен был заплатить им в шесть раз дороже стоимости украденного. А если наоборот — Басулуковы должны были выплатить в три раза больше стоимости ворованного.
Макоевы первоначально проживали в селениях Вакац и Мастинока. Позднее переселились на равнину, судя по рассказам старших,сначала — в Дур-Дур. потом в Урсдон и Чиколу. По некоторым сведениям, предки Макоевых жили также в Донифарсе и Лезгоре. Часть Макоевых переселилась в Лескен. Другая часть — в Тулатово (Беслан). Небольшая часть фамилии поселилась в с. Каголкино (Урух), КБР. Урсдонские Макоевы стали называть себя Магкоевыми.
По данным «Переписи населения и имущества в с. Магометановское (ныне Чикола) в 1886 г.», здесь проживало 13 семей Макоевых. Там же отмечено, что семья Эльмурзы Макоева пока живёт в с. Каголкино, но собирается переселиться в с. Магометановское.

## Генеалогия

#### Арвадалта
Бузоевы — Гардановы — Бердиевы

## Известные представители
- Алихан Амурханович Макоев (1922–1981) — советский военнослужащий, участник Великой Отечественной войны, Герой Советского Союза.
- Ацамаз Владимирович Макоев (род. 1957) — советский и российский композитор, пианист, дирижёр, музыкально-общественный деятель, педагог.
- Геннадий Темурканович Макоев (род. 1948) — актёр-каскадёр-постановщик трюков.

Спорт
- Борис Ахсарбекович Макоев (род. 1993) — российский и словацкий борец вольного стиля, участник Олимпийских игр в Токио.
- Гоча Гедеванович Макоев (род. 1970) — советский и российский борец вольного стиля, двукратный обладатель Кубка мира (1990, 1992), чемпион России (1992) и призёр чемпионата Европы (1993). Мастер спорта международного класса по вольной борьбе.